# Territorio Antártico Australiano

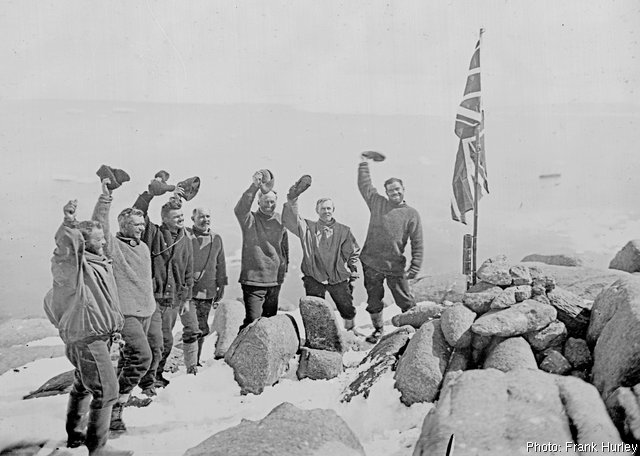
Douglas Mawson y su equipo reclamando la isla Proclamación para la Corona británica el 13 de enero de 1930.

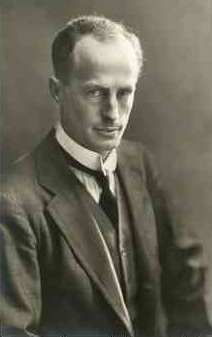
Sir Douglas Mawson.

En el Territorio Antártico Australiano (en inglés: Australian Antarctic Territory, AAT) es la parte de la Antártida reivindicada por Australia como un territorio externo. Consta de todas las islas y territorios al sur de los 60 grados de latitud y entre los 45° y los 160° de longitud este, excepto la Tierra Adelia (136° E a 142° E). La mayor parte del territorio cercano a la costa la ocupa la Tierra de Wilkes. En total el Territorio Antártico Australiano abarca unos 6 millones de km cuadrados, correspondiente al 42% de toda la Antártida. La División Antártica Australiana (Australian Antarctic Division) es una división del Department of the Environment responsable por las actividades australianas en el territorio en cuanto a temas estratégicos, científicos, medioambientales e intereses económicos.
La reclamación de soberanía australiana sobre el territorio es solo explícitamente reconocida por 4 países: Nueva Zelanda, Francia, Noruega y el Reino Unido. Los cinco países se han reconocido mutuamente sus reclamaciones antárticas.

## Historia

### Tomas de posesión
El Reino Unido reclamó por primera vez la Tierra Victoria el 9 de enero de 1841 cuando James Clark Ross tomó formal posesión en nombre de la reina Victoria del Reino Unido, e izó la bandera británica, en la isla Posesión de un grupo de islas llamadas desde entonces islas Posesión (ubicadas fuera del TAA). La Tierra Victoria se halla en el extremo este del Territorio Antártico Australiano a ambos lados del límite con la Dependencia Ross.
Entre 1911 y 1914 se produjo la única expedición de la época heroica de la Antártida organizada y financiada con personal australiano y neozelandés, la Expedición Antártica Australasiana liderada por sir Douglas Mawson. La expedición construyó su principal base invernal (Cabañas de Mawson) en el cabo Denison, bahía de la Commonwealth en la Tierra de Jorge V.
La Expedición de investigación antártica británica, australiana y neozelandesa entre 1929 y 1931 fue liderada por Mawson y cartografió la costa de la Antártida descubriendo la Tierra de Mac. Robertson y la Tierra de la Princesa Isabel. Durante esta expedición Mawson realizó 3 proclamaciones reclamando la soberanía británica a nombre del rey Jorge V del Reino Unido de los territorios que luego constituirían el Territorio Antártico Australiano.
La primera proclamación de Mawson fue realizada el 13 de enero de 1930 en la isla Proclamación reclamando las tierras de Enderby, Kemp y Mac. Robertson y las islas adyacentes:

Ahora, por lo tanto, yo, Sir Douglas Mawson, por la presente proclamo y declaro a todos los hombres que, desde y después de la fecha de estos presentes, la plena soberanía del territorio de Enderby Land, Kemp Land, MacRobertson Land junto con islas adyacentes situadas como se encuentra en nuestras cartas que constituyen un sector de las Regiones Antárticas que se extiende entre las longitudes 73° al este de Greenwich y 47° al este de Greenwich y al sur de Latitud 65°, conferidas a Su Majestad el Rey Jorge el Quinto, sus herederos y sucesores para siempre. Dado bajo mi mano a bordo del buque Explorador Discovery ahora junto a la costa de esta tierra anexada, en Latitude 65° 50 S. Longitud 53° 30 E. 
 El día 13 de enero de 1930.

La segunda proclamación de Mawson fue realizada el 5 de enero de 1931 en el cabo Denison reclamando las tierras de Jorge V y de Oates:

Visto que tengo el mandato de Su Majestad el Rey Jorge el Quinto para afirmar los derechos soberanos de su Majestad sobre los descubrimientos de tierras británicas encontradas en la Antártida. Ahora, por lo tanto, yo Sir Douglas Mawson, por la presente proclamo y declaro a todos los hombres que desde y después de la fecha de estos Presentes la plena soberanía del territorio de la tierra del Rey Jorge V y su extensión bajo el nombre de la tierra de Oates, situada entre las Longitudes 142 y 162 al este de Greenwich y entre Latitudes 66 Sur y el Polo Sur. Se incluyen aquí las siguientes islas; El archipiélago de Curzon, el archipiélago de Mayo, la isla de Dixson, los islotes de Mackeller, las islas de Hodgeman, conferidas a su majestad el rey Jorge el quinto, sus herederos y sucesores para siempre. 
Dado de mi mano en cabo Denison el quinto día de enero de 1931.

La tercera proclamación de Mawson fue realizada el 18 de febrero de 1931 en el cabo Bruce reclamando los territorios desde la Tierra Adelia a la Tierra de Mac. Robertson y las islas adyacentes:

Visto que tengo el mandato de Su Majestad el Rey Jorge el Quinto para afirmar los derechos soberanos de su Majestad sobre los descubrimientos de tierras británicas encontradas en la Antártida. Ahora, por lo tanto, yo, Sir Douglas Mawson, por este medio proclamo y declaro a todos los hombres que, desde y después de la fecha de estos presentes, la plena soberanía del Territorio que hemos descubierto y explorado que se extiende continuamente desde Tierra Adelia, hacia el oeste hasta la Tierra Mac. Robertson Land siendo esa parte del continente antártico y de las islas de los alrededores (incluidas, entre otras, la isla Drygalski, la isla Hordern, la isla David, la isla Masson, la isla Henderson, las islas Haswell y una isla en la longitud 103° 15' mostrada en nuestras cartas) situadas entre los meridianos 138° y 60° al este de Greenwich y al sur de Latitud 64° hasta el Polo Sur, conferidas a Su Majestad el Rey Jorge V, sus Herederos y Sucesores para siempre.
 Dado de mi mano en este lugar en la Tierra de Mac.Robertson el 18 de febrero de 1931.

Las proclamaciones de Mawson cubrieron el territorio entre los 47° E y 162° E excepto el sector entre los 138° E y 142° E. La latitud varió en cada proclamación entre los 64°, 65° y 66° S.

### Ocupación del territorio
El Gobierno británico constituyó la Dependencia Ross mediante una orden en el Consejo (Order in Council) del 30 de julio de 1923 fijando su límite oriental en los 160° E.
El 7 de febrero de 1933 una orden en el Consejo del Gobierno británico transfirió a Australia sus derechos al territorio al sur de los 60° S y entre los meridianos 160° E y 45° E, excepto la Tierra Adelia:

La parte de los dominios de Su Majestad en los mares antárticos que comprende todas las islas y territorios, excepto la Tierra Adelia, que se sitúan al sur de los 60 grados de latitud sur y se extiende entre los 160 grados de longitud este y los 45 grados de longitud Este se localizan bajo la autoridad de la Comunidad de Australia.

Lo cual fue aceptado por el Parlamento de Australia mediante el Australian Antarctic Territory Acceptance Act 1933 del 13 de junio de ese año:

La parte del territorio en los mares antárticos que comprende todas las islas y territorios, excepto la Tierra Adelia, situada al sur de los 60 grados de latitud sur y que se extiende entre los 160 grados de longitud este y los 45 grados de longitud este, es por la presente declarada para ser aceptada por el Estado como un territorio bajo la autoridad de la Comunidad, por el nombre de Australian Antarctic Territory.

La transferencia tuvo lugar el 24 de agosto de 1936.
Los límites de la Tierra Adelia fueron fijados por Francia entre los meridianos de 136° E y 142° E por medio de un decreto del 1 de abril de 1938 luego de ponerse de acuerdo mediante intercambio de notas con el Gobierno británico. La Tierra de la Reina Maud fue reclamada por Noruega mediante un decreto real del 14 de enero de 1939 que fijó su límite oriental en los 45° E, lo cual fue aceptado por el Reino Unido el 1 de septiembre de 1939 configurando definitivamente los límites del Territorio Antártico Australiano. El 9 de octubre de 1942 Australia aceptó el Estatuto de Westminster de 1931, que abolió la mayor parte de las conexiones constitucionales entre Australia y el Reino Unido logrando la independencia legislativa.
En 1947 el Reino Unido transfirió a Australia las islas subantárticas Heard y McDonald y la isla Macquarie (que no integran el ATT). El 11 de febrero de 1954 la base Mawson fue instalada como la primera base australiana en el continente antártico propiamente dicho. El régimen legal del AAT fue perfeccionado mediante el Australian Antarctic Territory Act 1954 y le son aplicables de las leyes del Territorio de la Capital Australiana.
Desde que Australia ratificó el Tratado Antártico (firmado el 1 de diciembre de 1959) sus reivindicaciones territoriales están sujetas a un virtual congelamiento. Las disposiciones del tratado fueron implementadas por Australia a través del Antarctic Treaty Act 1960, que entró en vigor el 22 de septiembre de 1961.
El 15 de noviembre de 2004 Australia envió información a la Comisión de Límites de la Plataforma Continental reclamando derechos al suelo y subsuelo de la plataforma continental del Territorio Antártico Australiano. Previamente Australia había proclamado derechos sobre mar territorial y zona económica exclusiva.

Bandera no oficial del Territorio Antártico Australiano

## Subdivisiones
De acuerdo con la nomenclatura australiana, que en parte difiere de la usada por otros países, el territorio se divide en nueve sectores geográficos que, de oeste a este, son:
| N.º | Sector                                                            | Área (km²) | Límite oeste | Límite este | Amplitud |
| --- | ----------------------------------------------------------------- | ---------- | ------------ | ----------- | -------- |
| 1   | Tierra de Enderby (Enderby Land)                                  |            | 45° E        | 56° 25′ E   | 11° 25′  |
| 2   | Tierra de Kemp (Kemp Land)                                        |            | 56° 25′ E    | 59° 34′ E   | 3° 9′    |
| 3   | Tierra de Mac. Robertson (Mac. Robertson Land)                    |            | 59° 34′ E    | 72° 35′ E   | 13° 1′   |
| 4   | Tierra de la Princesa Isabel (Princess Elizabeth Land)            |            | 72° 35′ E    | 87° 43′ E   | 15° 8′   |
| 5   | Tierra de Guillermo II (Wilhelm II Land)                          |            | 87° 43′ E    | 91° 54′ E   | 4° 11′   |
| 6   | Tierra de la Reina Mary (Queen Mary Land)                         |            | 91° 54′ E    | 100° 30′ E  | 8° 36′   |
| 7   | Tierra de Wilkes (Wilkes Land)                                    | 2 600 000  | 100° 30′ E   | 136° E      | 35° 30′  |
| 8   | Tierra de Jorge V (George V Land)                                 |            | 142° E       | 153° 45′ E  | 11° 45′  |
| 9   | Tierra de Oates (Oates Land)                                      |            | 153° 45′ E   | 160° E      | 6° 15′   |
|     | TERRITORIO ANTÁRTICO AUSTRALIANO (Australian Antarctic Territory) | 6 119 818  | 44° 38′ E    | 160° E      |          |

## Zona económica exclusiva
Australia reclama una zona económica exclusiva (ZEE) del Territorio Antártico Australiano. Sin embargo, la proclamación australiana de una ZEE antártica es discutida. El efecto del artículo IV del Tratado Antártico de 1959 (que prohíbe nuevas reclamaciones territoriales o la ampliación de las existentes en la Antártida) parece ser que no se puede reclamar una ZEE en relación con el territorio al que se aplica dicho Tratado (al sur de los 60° Sur). Las disposiciones de la Convención de las Naciones Unidas sobre el Derecho del Mar (CNUDM) definen la zona económica exclusiva de un Estado costero como hasta 200 millas náuticas (370 km) a partir de la línea de base desde la que se mide el mar territorial.

### Caza de ballenas
La caza de ballenas en las aguas territoriales antárticas australianas es controvertida y ha recibido atención internacional. Los grupos de protesta contra la caza de ballenas, en particular la Sea Shepherd Conservation Society, han actuado en lo que Australia considera aguas territoriales antárticas australianas. Las tripulaciones de las pequeñas embarcaciones de Sea Shepherd han tenido múltiples encuentros con barcos japoneses que afirman estar realizando expediciones de investigación, mientras que los opositores argumentan que esto es sólo una "tapadera" para la caza comercial de ballenas prohibida. El Santuario Australiano de Ballenas, en el territorio antártico australiano, no está reconocido por el gobierno de Japón que considera el área Aguas internacionales. La legislación antiballenera aprobada por el gobierno australiano se aplica a las aguas territoriales australianas desde el punto de vista australiano. Sin embargo, las reclamaciones de soberanía de Australia sobre el Territorio Antártico Australiano -y, por tanto, la soberanía sobre las aguas territoriales antárticas australianas- sólo son reconocidas por el Reino Unido, Nueva Zelanda, Francia y Noruega.

## Bases
Bases activas y cerradas en el territorio, de oeste a este:
| Base                     | País            | Latitud         | Longitud         | Distrito                                                    |
| ------------------------ | --------------- | --------------- | ---------------- | ----------------------------------------------------------- |
| Molodiózhnaya (cerrada)  | Rusia           | 67° 40′ 00.1″ S | 45° 51′ 00.0″ E  | Tierra de Enderby                                           |
| Mawson                   | Australia       | 67° 36′ 09.7″ S | 62° 52′ 25.7″ E  | Tierra de Mac. Robertson (Costa Mawson)                     |
| Sóyuz(cerrada)           | Rusia           | 70° 35′ S       | 68° 47′ E        | Tierra de Mac. Robertson (Tierra de Lars Christensen)       |
| Drúzhnaya 4 (cerrada)    | Rusia           | 69° 44′ S       | 72° 42′ E        | Tierra de la Princesa Isabel (Tierra de Ingrid Christensen) |
| Zhongshan                | China           | 69° 22′ S       | 76° 22′ E        | Tierra de la Princesa Isabel (Tierra de Ingrid Christensen) |
| Progres                  | Rusia           | 69° 23′ S       | 76° 23′ E        | Tierra de la Princesa Isabel (Tierra de Ingrid Christensen) |
| Davis                    | Australia       | 68° 34′ 35.8″ S | 77° 58′ 02.6″ E  | Tierra de la Princesa Isabel (Tierra de Ingrid Christensen) |
| Platcha                  | Australia       | 68° 30′ 41.8″ S | 78° 30′ 43.6″ E  | Tierra de la Princesa Isabel (Tierra de Ingrid Christensen) |
| Sóvetskaya (cerrada)     | Rusia           | 77°58′ S        | 89°16′ E         | Tierra de Guillermo II                                      |
| Mirni                    | Rusia           | 66° 33′ 00.0″ S | 93° 1′ 00.1″ E   | Tierra de la Reina María                                    |
| Komsomólskaya (cerrada)  | Rusia           | 74° 5′ S        | 97° 29′ E        | Tierra de la Reina María                                    |
| Vostok                   | Rusia           | 78° 28′ S       | 106° 48′ E       | Tierra de Wilkes (Tierra de Knox)                           |
| Wilkes (cerrada)         | Australia       | 66° 15′ 25.6″ S | 110° 31′ 32.2″ E | Tierra de Wilkes (Tierra de Budd)                           |
| Casey                    | Australia       | 66° 16′ 54.5″ S | 110° 31′ 39.4″ E | Tierra de Wilkes (Tierra de Budd)                           |
| Concordia (Dome C)       | Francia- Italia | 75°06S          | 123° 23′ E       | Tierra de Wilkes (Tierra de Banzare)                        |
| Leningrádskaya (cerrada) | Rusia           | 69° 30′ 00.0″ S | 159° 22′ 59.9″ E | Tierra de Oates                                             |

## Filatelia
A pesar de la falta de habitantes permanentes, el Territorio Antártico Australiano emite sus propios sellos postales. Aunque algunos sean realmente utilizados por los turistas visitantes y residentes científicos, la mayor parte se venden en el exterior a coleccionistas.

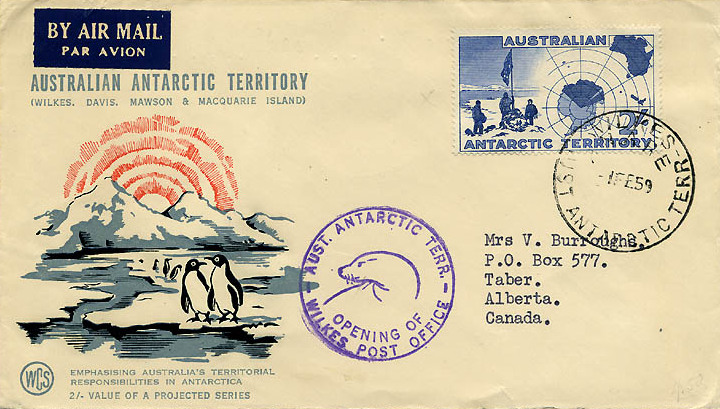
Sobre de 1959 que conmemora la apertura de la oficina de correos Wilkes.

## Conexiones telefónicas
Con el prefijo telefónico +672 1[0-4] XXXX, las cuatro estaciones y la Aurora Australis, operadas por la División Antártica Australiana, son accesibles mediante llamadas directas desde cualquier parte del mundo. Los códigos de área son el 10 para Davis, el 11 para Mawson, el 12 para Casey, el 13 para la isla Macquarie y el 14 para Wilkins y la Aurora Australis, en cada caso seguido de cuatro dígitos adicionales.